# 2053年9月12日日食
2053年9月12日日食为一次在协调世界时2053年9月12日出現的一次日全食。該次日食食分為1.0328，食甚維持時間3分4秒。新月當天（即朔日），地球上觀測到月球和太阳的角距離極小，此時月球如果恰好在月球交點附近，穿過太阳和地球之間，與地球、太阳接近一直線，則會出現日食。月球本影接觸地表而使該區域完全得不到陽光，就會形成日全食，同時在本影兩側數千公里的半影範圍內遮擋部分陽光，形成日偏食。此次日全食將會經過西班牙、直布羅陀、摩洛哥、阿爾及利亞、突尼西亞、利比亞、埃及、沙特阿拉伯、也門、馬爾代夫、印度尼西亞，日偏食則將覆蓋非洲北部、歐洲大部、亞洲西南半部及周邊部分地區。

## 概述
這次日食的食分是1.0328，全食維持3分4秒。此次日食路徑與2027年8月2日日食路徑基本相似。本次日食開始時，月球本影將在百慕大、亞速爾群島、佛得角群島、安的列斯群島之間的北大西洋面最先接觸地表，當地將在日出時最先看到日全食。然後本影將向東南移動，劃過直布羅陀海峽兩岸，穿過北非各國、紅海後在沙特阿拉伯的麥加省境內達到最大食分。此後本影繼續向東南穿過阿拉伯半島，進入印度洋，劃過漫長洋面、覆蓋馬爾代夫群島北部後，在日落時分結束於印度尼西亞的蘇門答臘島。
除了狹窄的全食帶內能看見日全食之外，月球半影覆蓋範圍內都將能看到日偏食，包括格陵蘭南部、北非、西非除利比里亚和科特迪瓦海岸交界處以外的絕大部分、中部非洲東北半部、東非中北部、歐洲除俄羅斯歐洲部分東北半部以外的大部分、西亞、中亞、南亞、中南半島、馬來半島、蘇門答臘、爪哇西部、婆罗洲西部及中國除東北地區和東部沿海地區以外的大部分。

## 基本參數
- 類型：日全食
- 食最大地點（位於沙特阿拉伯麥加省）資料：
  - 日期：2053年9月12日
  - 時間：9時34分9秒
  - 地點：21°N 42°E
  - 食分：1.0328（全食帶內最大）
  - 本影寬度：116公里
  - 日全食持續時間：3分4秒

## 相關的日食

### 沙羅周期
沙羅週期長度為18年11天。本次日食屬於沙羅週期145，共包含77次日食，依次為1639年1月4日至1873年5月26日的14次日偏食、1891年6月6日的1次日環食、1909年6月17日的1次全環食（亦稱混合食）、1945年7月9日至2648年9月9日的41次日全食、2666年9月20日至3009年4月17日的20次日偏食，總共歷時1370.29年。其中最長的全食發生於2522年6月25日，共持續7分12秒。
下表列舉了1901年至2100年間發生的屬於該週期的日食，是第16至26次：
| 16            | 17            | 18            |
| ------------- | ------------- | ------------- |
| 1909年6月17日 | 1927年6月29日 | 1945年7月9日  |
| 19            | 20            | 21            |
| 1963年7月20日 | 1981年7月31日 | 1999年8月11日 |
| 22            | 23            | 24            |
| 2017年8月21日 | 2035年9月2日  | 2053年9月12日 |
| 25            | 26            |               |
| 2071年9月23日 | 2089年10月4日 |               |

## 資料來源
1. ↑  樊忠玉. . 中国天文科普网.   [2020-03-16]. （原始内容存档于2014-09-17）.
2. 1 2 3  Fred Espenak. . NASA Eclipse Web Site.   [2020-03-17]. （原始内容存档于2020-10-24）.（英文）
3. ↑  Fred Espenak. . NASA Eclipse Web Site.（英文）

## 外部連結
- NASA未來日食資料（页面存档备份，存于）
- 可見區域圖和時間統計：由弗雷德·埃斯佩纳克做出的日食預報，NASA/GSFC
  - Google互動地圖呈現的日食範圍
  - 貝塞爾元素